# Gechingen
Gechingen – miejscowość i gmina w Niemczech, w kraju związkowym Badenia-Wirtembergia, w rejencji Karlsruhe, w regionie Nordschwarzwald, w powiecie Calw, wchodzi w skład związku gmin Althengstett. Leży w Heckengäu, ok. 5 km na wschód od Calw.